# Діагенетичні мінерали
Діагенетичні мінерали (рос. минералы диагенетические, англ. diagenetic minerals; нім. diagenetische Minerale n pl — мінерали автигенні, які утворилися під час діагенезу осадів.